# Єшкіолмес
Єшкіолме́с (каз. Ешкіөлмес) — село у складі Саркандського району Жетисуської області Казахстану. Входить до складу Черкаського сільського округу.
Населення — 224 особи (2021; 320 у 2009, 421 у 1999, 582 у 1989).
До 2018 року село називалось Соколовка.